# Mike Bischoff

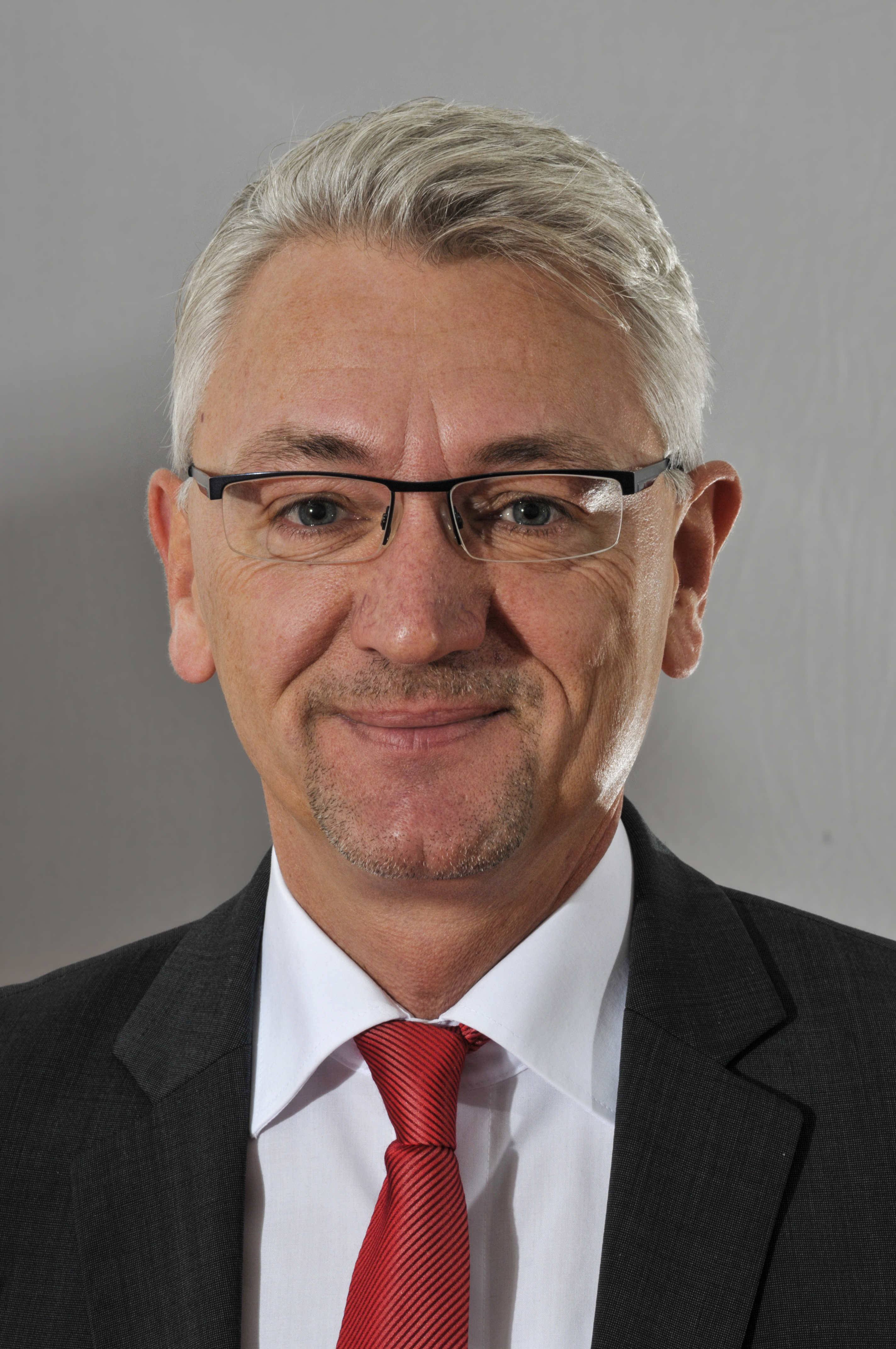
Mike Bischoff 2016

Mike Bischoff (* 2. April 1965 in Schwedt/Oder, Bezirk Frankfurt (Oder), DDR) ist ein deutscher Politiker (SPD). Er war von 1999 bis 2024 Mitglied des Landtages Brandenburg.

## Leben und Beruf
Nach einer Berufsausbildung zum Industrieelektroniker von 1981 bis 1984 arbeitete er von 1986 bis 1995 als Prüffeldtechniker in Schwedt/Oder. Er nahm 1995 eine Weiterbildung an der Verwaltungs- und Wirtschaftsakademie Ostbrandenburg auf und schloss diese 1998 als Betriebswirt (VWA) ab. Während seiner Weiterbildung arbeitete er von 1995 bis 1999 als Mitarbeiter für einen Landtagsabgeordneten.

## Politik

### Abgeordneter
Bischoff ist seit 1998 Mitglied der Stadtverordnetenversammlung Schwedt/Oder.
Bei der Landtagswahl 1999 wurde er erstmals Mitglied des Landtages Brandenburg. Ab 2000 war er stellvertretender Vorsitzender des Ausschusses für Haushalt und Finanzen und ab Oktober 2004 auch stellvertretender Vorsitzender der SPD-Fraktion. Bei der Landtagswahl 2004 wurde er wiedergewählt.
Bei der Landtagswahl am 27. September 2009 erzielte er im Landtagswahlkreis Uckermark II entgegen dem Bundestrend mit 44,4 % der Erststimmen nach Ministerpräsident Matthias Platzeck das zweitbeste Ergebnis in Brandenburg. Vom 26. Oktober 2010 bis zum 12. Januar 2016 war er Parlamentarischer Geschäftsführer seiner Fraktion. Bei der Landtagswahl 2014 gewann er erneut das Direktmandat. Ab dem 12. Januar 2016 war er als Nachfolger des verstorbenen Klaus Ness SPD-Fraktionsvorsitzender im Landtag.
Bei der Landtagswahl 2019 gewann Bischoff mit 40,1 % der Erststimmen erneut das Direktmandat. Als Fraktionsvorsitzender wurde er nach der Wahl durch Erik Stohn abgelöst.
Bei der Landtagswahl 2024 kandidierte Bischoff nicht erneut.

### Partei
Bischoff ist seit 1995 Mitglied der SPD.